# Lysiteles coronatus
Lysiteles coronatus es una especie de araña cangrejo del género Lysiteles, familia Thomisidae, orden Araneae.

## Distribución
Esta especie se encuentra en Asia: Rusia, China, Corea y Japón.

## Taxonomía
Fue descrita científicamente por Grube en 1861.
Tratamiento taxonómico
La especie aparece registrada y publicada en Beschreibung neuer, von den Herren L. v. Schrenck, Maack, C. v. Ditmar u. a. im Amurlande und in Ostsibirien gesammelter Araneiden. Bulletin de l’Académie impériale des sciences de St.–Pétersbourg 4: 161–180.